# Dieu et mon droit
 (фр. Бог и моје право) је краљевски мото Уједињеног Краљевства од раног XV века, када га је усвојио Хенри V. Мото се односи на божанско право монарха на власт над својим поданицима. Када је први пут искоришћен, мото је био писан као: Dieut et mon droict, што је било у складу са тадашњим стандардом француског језика, али је мото у модерно време прилагођен важећој ортографији. Мото је исписан на грбу Уједињеног Краљевства, de facto је и национални мото, али је то стриктно мото британских монарха.
Иако избор језика изгледа парадоксално у светлу неких делова историје ове две земље, француски је релативно касно престао да буде језик којим се служиле владајуће класе у Британији. Хенри је говорио француски, а крунисан је и за краља Француске поред краља Енглеске. Тако је нпр. и мото Реда подвезице на француском уместо на енглеском.
Реченицу је наводно први пут употребио као лозинку краља Ричарда I 1198. у биткама које је водио против француског краља Филипа II. Сматра се да је у овом значењу Ричард хтео да нагласи како свој племићки статус дугује само Богу и како је он независан од воље људи па и краљева. Многи асоцирају ово са доктрином божанског права краљева.